# Chris de Burgh

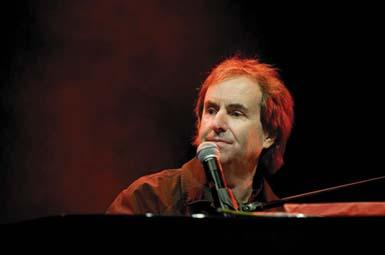
Recital de Chris de Burgh en la ciudad de Cork (Irlanda), en mayo de 2007.

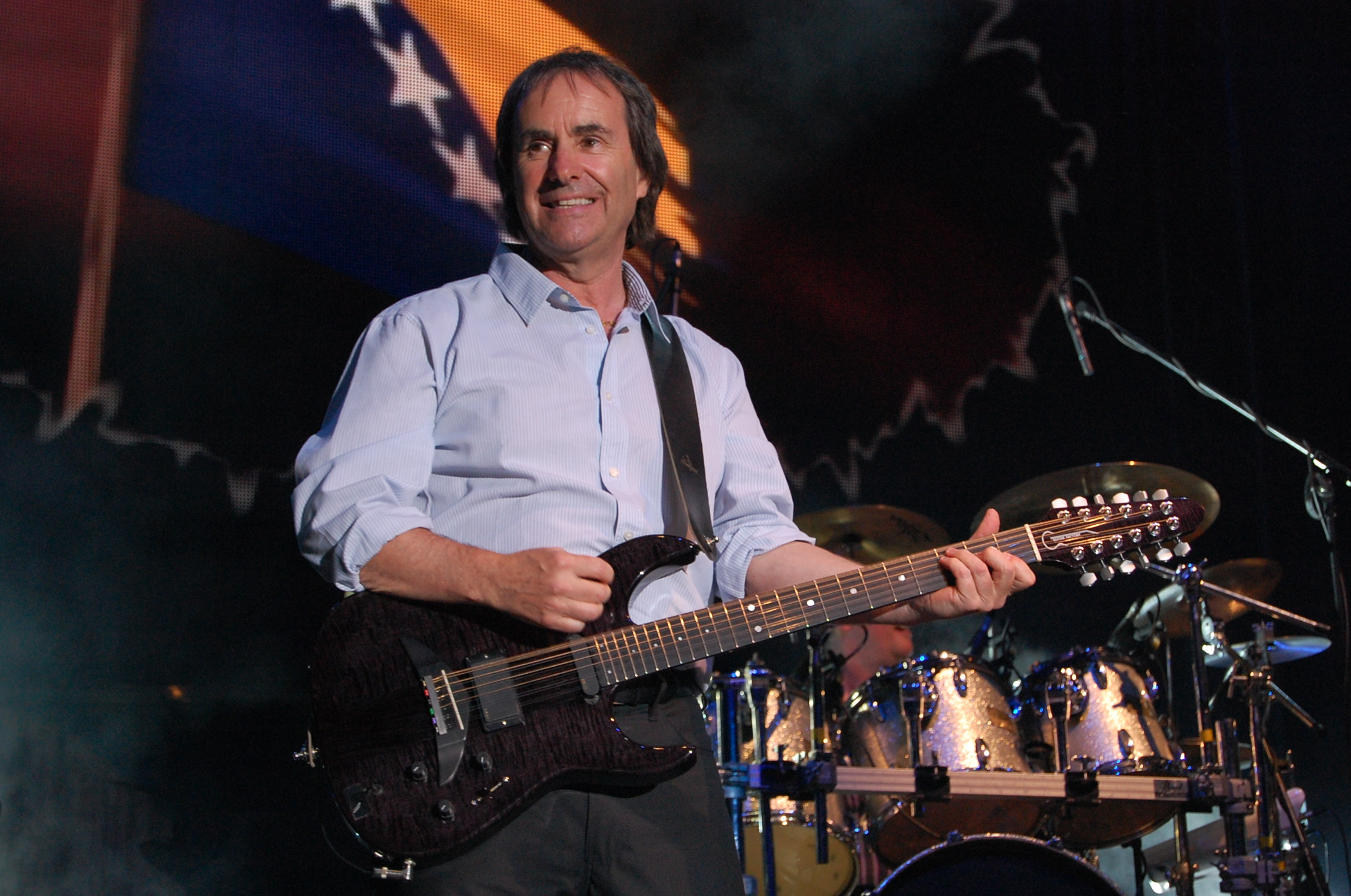
Recital de Chris de Burgh en Chateau de Gymnich (Francia), en agosto de 2007.

Chris de Burgh (Venado Tuerto, provincia de Santa Fe, Argentina, 15 de octubre de 1948) es un compositor y cantante argentino nacionalizado irlandés,  autor de The Lady in Red, canción de 1986 que fue n.º 1 en el UK Singles Chart y n.º 3 en el Billboard Hot 100.

## Biografía
Chris de Burgh nació como Christopher John Davison, el 15 de octubre de 1948, en el policlínico Dr. Luis Chapuis, en la ciudad argentina de Venado Tuerto (provincia de Santa Fe), a 370 km al noroeste de la ciudad de Buenos Aires.
Vivió sus primeros años en la estancia Las Magnolias, a pocos kilómetros de San Eduardo, 22 km al oeste de Venado Tuerto.
Hijo del coronel Charles Davison (un diplomático británico) y de Maeve Emily de Burgh (una secretaria irlandesa). Su padre tenía importantes propiedades agrícolas.
Pasó gran parte de sus primeros años en Malta, Nigeria y Zaire; al igual que su madre y su hermano acompañaron al coronel Davison en su labor como diplomático.
Finalmente los Davison se establecieron en el castillo Bargy, un castillo del siglo XII  ubicado en el condado de Wexford (en la República de Irlanda, que había comprado su abuelo materno, el general sir Eric de Burgh, exjefe del destacamento británico en la India y procedente de una distinguida familia normanda.
El castillo fue convertido en un hotel, y fue allí donde obtuvo sus primeras experiencias como músico, en el auditorio del hotel. Poco más tarde adoptó "Chris de Burgh" como su nombre artístico.
Después de asistir al Marlborough College, en la ciudad inglesa de Marlborough (en Wiltshire), Chris se graduó en el Trinity College de la ciudad de Dublín (capital de Irlanda) con un máster en Artes, Francés, Inglés e Historia.

## Carrera
En 1974 firmó su primer contrato con la empresa discográfica A&M Records, y actuó como telonero de la banda Supertramp durante su gira "Crime of Century", ganando con ello una pequeña base de admiradores.
Su álbum debut "Far Beyond These Castle Walls" de febrero de 1975 no tuvo una buena repercusión. 
En julio de 1975 presentó un sencillo llamado Turning round perteneciente al álbum antes nombrado, presentado fuera del Reino Unido e Irlanda como Flying. Este no tuvo buena acogida en el Reino Unido, pero en Brasil permaneció en la primera posición durante 17 semanas. 
Esto se convirtió en una constante para el compositor/cantante, ya que cada uno de sus álbumes de los años setenta no tuvo buena repercusión en el Reino Unido ni en Estados Unidos, mientras que tuvo gran acogida en otros países europeos y también sudamericanos.
En 1981 tuvo su primera entrada en las listas de éxitos de Reino Unido con Best moves, una recopilación de sus álbumes anteriores. 
Esto posibilitó que para 1982 lanzara The getaway, que alcanzó el número 30 en las listas de éxitos del Reino Unido, y el número 43 en Estados Unidos, gracias al sencillo Don’t pay the ferryman.
El siguiente álbum de Chris, Man on the line, también tuvo buena aceptación, ubicándose en la posición 69 en los Estados Unidos y en la posición 11 en el Reino Unido.
Fue muy exitosa su balada «The lady in red», a fines de 1986. La canción se posicionó como número uno en las listas de éxitos de Reino Unido (número 3 en Estados Unidos), y su álbum relacionado, Into the light, alcanzó el número 2 en el Reino Unido (número 25 en Estados Unidos).
En la Navidad de ese año, un relanzamiento de la canción de Navidad de Chris, de 1976, A spaceman came travelling se convirtió en un éxito en el Reino Unido.
Flying Colours, el álbum que siguió a Into the light, entró en las listas de éxito británicas como número uno luego de su presentación en 1988, aunque este no tuvo el mismo éxito en Estados Unidos. 
Chris de Burgh nunca logró volver a posicionarse en las listas de éxitos de Estados Unidos y su fortuna comercial comenzó a decaer levemente en Gran Bretaña a principios de los años 1990, aunque retuvo todavía su éxito en el resto del mundo. Esto fue debido principalmente a la inactividad de su sello discográfico A&M Records (división Reino Unido) en Estados Unidos.
En 1997 compuso el tema There´s A New Star Up in Heaven Tonight, dedicado a Lady Di, el cual fue editado como
sencillo e incluido en el compilado Now and Then. 
En 2007 se planeó un concierto en Teherán (Irán) para junio o julio de 2008, junto con la banda local Arian, lo cual debería haber convertido a Chris en el primer cantante occidental en ir a Irán luego de la revolución de 1979.
Sin embargo el concierto nunca se llevó a cabo porque De Burgh no obtuvo el permiso del Gobierno iraní para actuar en ese país.

## Canciones famosas
Su canción más famosa es The Lady in Red (La dama de rojo) del álbum Into the Light de 1986. La canción fue un gran éxito mundial y alcanzó la posición número 1 en Reino Unido. En una entrevista reciente De Burgh reveló como Diana, princesa de Gales, vino a ver su actuación en un concierto privado; y como después de su actuación, Diana lo alcanzó detrás del escenario para agradecerle por escribir la canción The Lady in Red. Aparentemente, Diana tenía la impresión de que la canción había sido escrita (o dedicada) a ella, debido a que era conocida por su preferencia por la ropa de color rojo. De Burgh agradeció el halago y la admiración, pero le reveló a Diana cual era la verdadera historia detrás de la canción. 
Hablando en el programa "This Is Your Life" de la BBC (en la década del '90) Chris dijo que la canción estaba inspirada por el recuerdo de cuando conoció a su esposa Diane, aunque no específicamente sobre o dedicada a ella; y en cómo los hombres, a menudo, no pueden recordar como vestían sus esposas la primera vez que las conocieron.
El vídeo musical de The Lady in Red es una creación de estudio, con animación al comienzo y al final de la canción. Está caracterizado por una mujer de cabellos rizados vestida de rojo, quien describe lo que dice la letra de la canción.
En 1987, graba esta canción en versión español que tituló como "La dama de ayer" para el mercado hispanohablante.

## Vida personal
Ha estado casado con su esposa Diane desde 1977 y vive en Enniskerry, condado de Wicklow, en Irlanda. Tienen dos hijos, Hubie y Michael, y una hija, Rosanna, que ganó la edición del certamen de Miss Mundo de 2003 representando a Irlanda. Chris es un ferviente simpatizante del Liverpool F.C. al igual que su hija Rosanna, y ambos a menudo asisten a presenciar los partidos en Anfield.
En 1994, se supo que mantuvo un romance con la niñera de sus hijos, una chica irlandesa de 19 años llamada Maresa Morgan, quien estuvo ayudando a la familia mientras la esposa de Chris se recuperaba en el hospital de una lesión en el cuello, provocada al caer de un caballo. 
Chris ha interpuesto y ganado 16 demandas por difamación.

## Discografía

### Álbumes y recopilaciones
1. 1975: Far Beyond These Castle Walls
2. 1975: Spanish Train and Other Stories (n.º 78 en 1985)
3. 1977: At the End of a Perfect Day
4. 1979: Crusader (n.º 72 en 1986)
5. 1980: Eastern Wind
6. 1981: Best Moves (n.º 65)
7. 1982: The Getaway (n.º 30)
8. 1984: Man on the Line (n.º 11)
9. 1984: The Very Best of Chris de Burgh (n.º 6)
10. 1986: Into the Light (n.º 2)
11. 1988: Flying Colours (n.º 1)
12. 1989: Spark to a Flame: The Very Best of Chris de Burgh (n.º 4)
13. 1990: High on Emotion: Live from Dublin (n.º 15)
14. 1992: Power of Ten (n.º 3)
15. 1994: This Way Up (n.º 5)
16. 1995: Beautiful Dreams (n.º 33)
17. 1997: Live in South Africa
18. 1997: The Love Songs (n.º 8)
19. 1999: Quiet Revolution (n.º 23)
20. 2001: The Ultimate Collection - Notes from Planet Earth (n.º 19)
21. 2002: Timing Is Everything (n.º 41)
22. 2004: The Road To Freedom
23. 2005: Live in Dortmund
24. 2005: The Ultimate Collection
25. 2006: The Storyman
26. 2007: Gold
27. 2008: Footsteps
28. 2008: Best of Romantics
29. 2010: Moonfleet & Other Stories
30. 2011: Footsteps 2
31. 2012: Home
32. 2014: The Hands of Man
33. 2016: A Better World

### Cajas recopilatorias
1. 2007: Much More Than This

### DVD y videos
1. 1983: Chris de Burgh - The Video (video)
2. 1985: The Munich Concert (video)
3. 1990: High On Emotion - Live From Dublin (video)
4. 1995: Beautiful Dreams (video y DVD)
5. 2001: Benefit for Volendam (video y DVD)
6. 2005: The Road To Freedom - Live in Concert (DVD)
7. 2008: The Words I Love You (DVD)
8. 2010: Footsteps - Live in Concert (DVD)

### UK Top 100 Singles
- 1982: Don't Pay the Ferryman (n.º 48)
- 1984: High On Emotion (n.º 44)
- 1984: Ecstasy Of Flight (I Love the Night) (n.º 80)
- 1986: Fire On The Water (n.º 88)
- 1986: The Lady in Red (n.º 1)
- 1986: Fatal Hesitation (n.º 44)
- 1986: A Spaceman Came Travelling/The Ballroom of Romance (n.º 40)
- 1987: The Simple Truth (A Child is Born) (n.º 55)
- 1988: Missing You (n.º 3)
- 1988: Tender Hands (n.º 43)
- 1989: Sailing Away (n.º 78)
- 1989: This Waiting Heart (n.º 59)
- 1989: Diamond in The Dark (n.º 95)
- 1990: Don't Pay The Ferryman (live) (n.º 84)
- 1991: The Simple Truth (n.º 36)
- 1992: Separate Tables (n.º 30)
- 1994: Blonde Hair Blue Jeans (n.º 51)
- 1995: The Snows of New York (n.º 60)
- 1997: So Beautiful (n.º 29)
- 1999: When I Think of You (n.º 59)

## Band Line-Up
- 1977-1978: Jeff Philips, Glenn Morrow, Ken Allardyce, Colin Vallance (reunidos en 1978)
- 1979-1982: Tim Wynveen, Jeff Philips, Glenn Morrow, Al Marnie, Ian Kojima
- 1983-1994: Danny McBride, Jeff Philips, Glenn Morrow, Al Marnie, Ian Kojima
- 1997-2001 (giras Love Songs y Quiet Revolution): Neil Taylor, Peter Oxendale, Tony Kiley, Dave Levy, Al Vosper
- 2002-2004 (gira Timing Is Everything): Gary Sanctuary, Tim Cansfield, Dave Levy, Tony Kiley, Al Vosper
- 2006 a la actualidad: (gira The Storyman): Ebbe Ravn, Al Vosper, Dave Levy, Tony Kiley, Nigel Hopkins